# 亞茲溫基
49°1′47″N 28°48′21″E / 49.02972°N 28.80583°E
亞茲溫基（烏克蘭語：Язвинки），是烏克蘭西南部的村莊，隸屬文尼察州的文尼察區。該村面積2.05平方公里，海拔高度296米，2001年人口319，人口密度每平方公里155.61人。